# 김다영 (핸드볼 선수)
김다영(1996년 9월 16일~)은 대한민국의 핸드볼 선수로 포지션은 레프트백이다. 현재 핸드볼코리아리그의 구단 부산시설공단 여자 핸드볼단 소속으로 활동하고 있다. 한국체육대학교 졸업 후 일본 무대에세 활동하다가 2021 여자 실업 핸드볼 신인 드래프트에서 부산시설공단에 지명되어 입단했다. 2020-2021 시즌 신인왕을 받았으며 2024년에 대한민국 여자 핸드볼 국가대표팀에 첫 발탁되어 파리 올림픽 핸드볼에 참가했다.